# Veronique Passani
Veronique Passani (* 5. Februar 1932 in Paris; † 17. August 2012 in Los Angeles) war eine französisch-US-amerikanische Kunstmäzenin, Philanthropin und Journalistin. Sie war von 1955 bis zu dessen Tod im Jahr 2003 mit dem Schauspieler, politischen Aktivisten und Philanthropen Gregory Peck verheiratet.

## Leben und Wirken
Veronique Passani wurde in Paris geboren. Ihre Mutter war Künstlerin und Schriftstellerin, ihr Vater Architekt. Sie begann ihre Karriere als Journalistin für France Soir, eine französische Tageszeitung, und lernte Gregory Peck kennen, als sie 1953 ein Interview für die Zeitung führte. Das Paar heiratete am 31. Dezember 1955, kurz nach Pecks Scheidung von seiner ersten Frau Greta Kukkonen.
Peck wurde ein bekannter Philanthrop im Großraum Los Angeles. Sie und ihr Mann sammelten in den 1960er Jahren etwa 50 Millionen US-Dollar für die American Cancer Society. Die Los Angeles Times ernannte sie 1967 zur „Frau des Jahres“. Sie war Mitbegründerin des Inner City Cultural Center, einer Theatergruppe, die sich aus Mitgliedern unterschiedlicher ethnischer Herkunft zusammensetzt, und des Los Angeles Music Center. Peck wurde 1976 eingebürgert.
Kurz nach Gregory Pecks Tod im Jahr 2003 übernahm Peck die Leitung der Gregory Peck Reading Series. Diese sammelt im Namen der Los Angeles Public Library durch die Zusammenarbeit von Prominenten Geld. Sie hatte sich mit der Autorin Harper Lee angefreundet, während ihr Mann Wer die Nachtigall stört drehte. Im Jahr 2005 überzeugte Peck die sonst eher zurückgezogen lebende Lee, den Literaturpreis der Los Angeles Public Library persönlich entgegenzunehmen. Peck und ihre Familie besuchten 2012 zusammen mit Präsident Barack Obama eine private Vorführung von Wer die Nachtigall stört im Weißen Haus, um den 96. Geburtstag ihres verstorbenen Mannes zu feiern.
Veronique Peck starb am 17. August 2012 im Alter von 80 Jahren in ihrem Haus in Los Angeles, Kalifornien, an einer Herzerkrankung. Sie hinterließ ihre Tochter, die Filmemacherin Cecilia Peck, ihren Sohn Anthony Peck, drei Enkelkinder und ihren Bruder, Cornelius Passani.

## Filmografie
- 1956–1958: Toast of the Town (Fernsehserie, 2 Folgen)
- 1961: Abendschau (Fernsehserie, 1 Folge)
- 1970: The American National Theater of Arts Academy Honors Laurence Olivier (Fernsehspecial)
- 1984: Gala Opening of the American Ballet Theater (Fernsehspecial)
- 1973–1989: AFI Life Achievement Award (Fernsehserie, 3 Folgen)
- 1992: The Film Society of Lincoln Center Annual Gala Tribute to Gregory Peck (Fernsehspecial)
- 1999: American Masters (Fernsehserie, 1 Folge)
- 2000: A Conversation with Gregory Peck (Fernsehfilm)
- 2012: West Wing Week (Fernsehserie, 1 Folge)